# ダラス・テイラー (ドラマー)
ダラス・ウッドロウ・テイラー・ジュニア（Dallas Woodrow Taylor Jr., 1948年4月7日 – 2015年1月18日）は、1960年代から1970年代に何枚ものロック系レコードの録音に参加した、アメリカ合衆国のセッション・ドラマー。もともと1960年代にクリアー・ライトというバンドの一員として一定の成功を収めたが、テイラーは、クロスビー、スティルス&ナッシュのデビュー・アルバム『クロスビー、スティルス&ナッシュ』（1969年）や、これに続いてニール・ヤングが加わった『デジャ・ヴ』（1970年）で演奏し、表ジャケットに、モータウンのベーシストであったグレッグ・リーヴスとともにクレジットされたことがよく知られている。
また、スティーヴン・スティルスのセルフタイトルのソロ・デビュー・アルバム『Stephen Stills』（1970年）に参加したテイラーは、1972年から1973年にかけて、スティルスのグループ、マナサスのドラマーを務めた。1974年には、ヴァン・モリソンとともに、キーボード奏者ピート・ウィングフィールドやベーシストのジェローム・リムソン (Jerome Rimson) とカルテットを組んでモントルー・ジャズ・フェスティバルに出演し、この時の演奏の様子は2006年にDVD『Live at Montreux 1980/1974』として発表された。1970年代半ばには、短期間ながら、ポール・バターフィールドのツアー・バンドにドラマーとして参加した。
テイラーのドラミングは手数が多く、軽快でありながら、グルーヴ感と高揚感を感じさせるもので、ラス・カンケルやドン・ヘンリーに影響を与えたとされる。ロック、ブルース、ジャズ、カントリーといった多様なジャンルのリズムを叩き分けることができ、ギターソロや各パートの盛り上がりに応じて柔軟に対応できるスタイルは、特にライブやセッションで威力を発揮した。その片鱗はクロスビー、スティルス&ナッシュの非公式音源や、マナサス時代のDVD『Best Of Musikladen』、ヴァン・モリソンのドラマーを務めた前述のDVD『Live at Montreux 1980/1974』で窺うことができる。晩年は音楽活動から退き、アルコールや薬物依存症のカウンセラーとしてロサンゼルスで活躍していた。
テイラーは、2015年1月18日にウイルス性肺炎と腎臓病の合併症によって、66歳で死去した。